# آزمایش کووید-۱۹

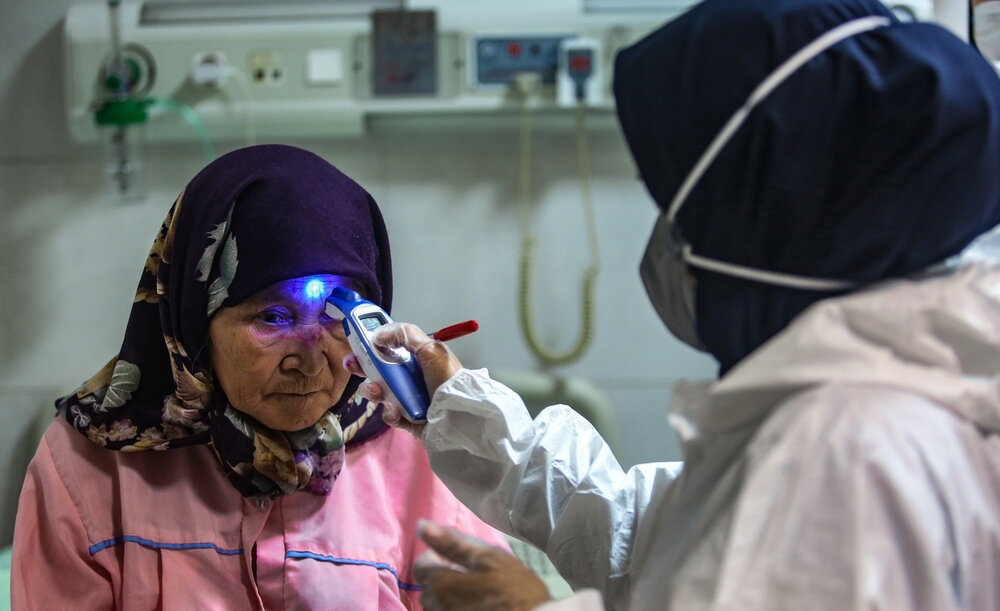
یک پرستار در حال تب‌سنجی بیمار مبتلا به کرونا

آزمایش بیماری تنفسی کووید ۱۹ و ویروس کرونای جدید همراه آن با استفاده از آزمون‌های واکنش زنجیره‌ای پلیمراز (PCR)، آزمایش اسید نوکلئیک و کیت‌های آزمایش الیزا انجام می‌شود. پژوهش منتشر شده در فوریهٔ ۲۰۲۰ ادعا می‌کند که سی‌تی اسکن سینه بهتر از آزمون‌های واکنش زنجیره‌ای پلیمراز بازدهی دارد.

## روش‌های آزمایش

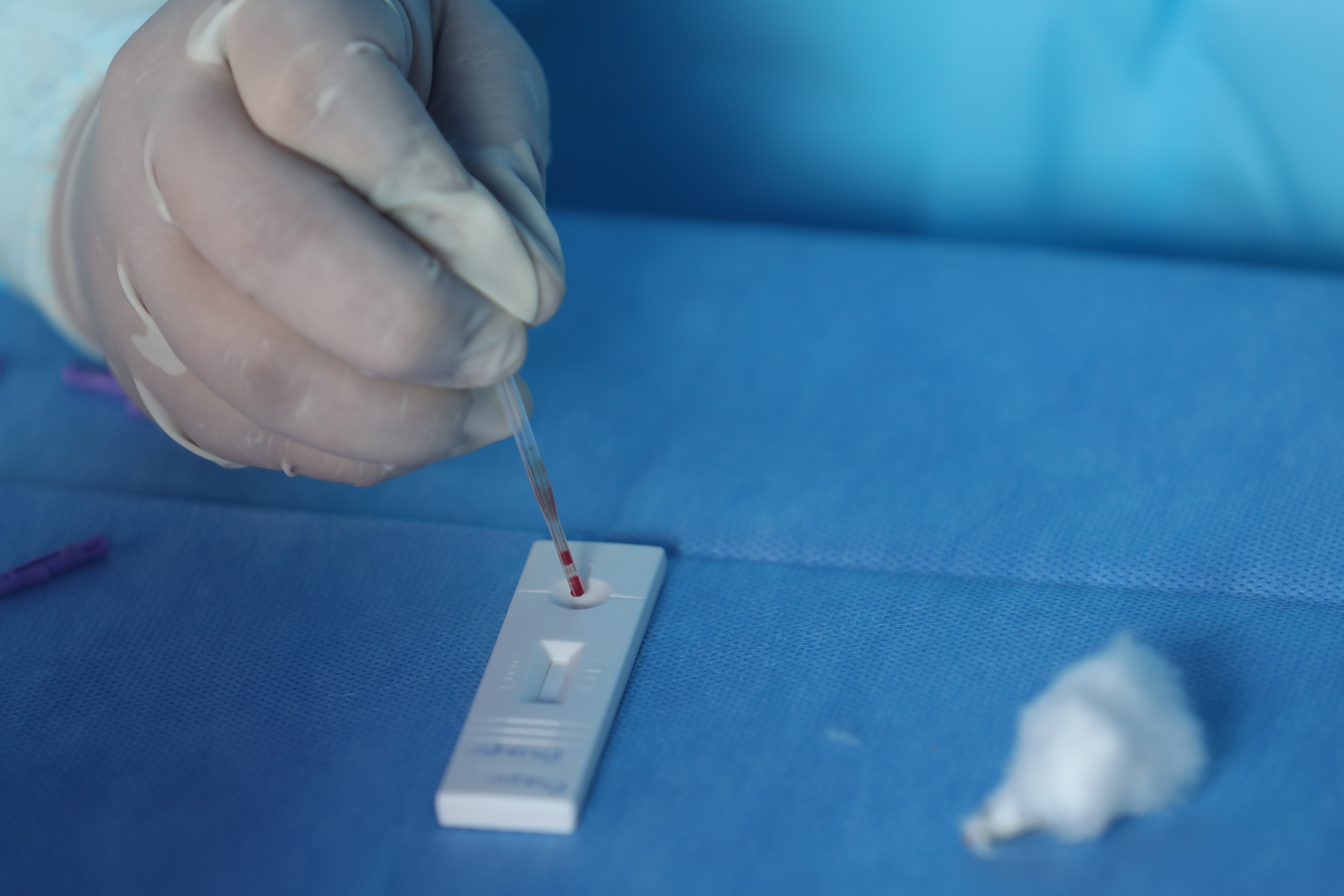
آزمایش قند خون

### واکنش زنجیره‌ای پلیمراز (PCR)
یکی از نخستین آزمون‌های PCR در ژانویهٔ سال ۲۰۲۰ در بیمارستان شاریته وابسته به دانشگاه هومبولت برلین با استفاده از واکنش زنجیره‌ای پلیمراز همپا (Real Time - Polymerase Chain Reaction) یا (RT-PCR) صورت گرفت. این آزمون پایهٔ ساخت و توزیع ۲۵۰ هزار کیت آزمایشگاهی است که سازمان جهانی بهداشت در جهان پخش می‌کند.
باوجوداین، این روش اندازه‌گیری آزمایشگاهی بسیار گران‌قیمت می‌باشد.
شرکت کوجن-بیوتک (Kogenebiotech) در کرهٔ جنوبی کیت‌هایی به نام پاورچک برای تشخیص ویروس کرونا با پایهٔ واکنش زنجیره‌ای پلیمراز ساخت. این کیت‌ها ژن E موجود در همهٔ ویروس‌های کرونای بتا و ژن RNA پلیمراز وابسته به (RNARdRp) که مخصوص کرونای جدید است را جستجو می‌کنند. دیگر شرکت‌ها مانند سیجین (Seegene) و سولجنت (Solgent) در فوریهٔ ۲۰۲۰ کیت‌های تشخیص کرونای خودرا با نام‌های DiaPlexQ و Allplex 2019-nCoV تولید کردند.

## تکثیر نوکلئیک اسید به روش همدما
تکثیر ایزوترمال (همدما) اسیدهای نوکلئیک یک روش ساده و ارزان برای تشخیص عفونتهاست. بر اساس این روش کیت‌های تشخیصی سریعی برای کووید-۱۹ ساخته شده که کیت شرکت ابوت یکی از آنها است.

### پادتن
یکی از روش‌های تشخیص کووید-۱۹ از راه کیت‌های آزمون پادتنها است. در این آزمون‌ها از سرم خون نمونه گرفته می‌شود و در صورتی که فرد مبتلا شده باشد و بهبودی کامل یافته باشد همچنان این آزمون جواب مثبت می‌دهد. نخستین آزمون پادتن‌ها از سوی مؤسسه ویروس‌شناسی ووهان در ۱۷ فوریهٔ ۲۰۲۰ ارائه شد.
در ۲۵ فوریهٔ ۲۰۲۰ یک گروه سنگاپوری از مدرسهٔ پزشکی Duke–NUS آزمون پادتن دیگری را ارائه کرد که پس از چند روز نتیجه‌اش معلوم می‌شد.
در ۲۸ فوریهٔ ۲۰۲۰ یک شرکت از کرهٔ جنوبی به نام PCL یک آزمون تشخیص فوری به نام COVID-19 Ag GICA Rapid به وزارت غذا و داروی کرهٔ جنوبی ارائه کرد که ادعا می‌کرد کیت‌های تشخیص بر اساس پادتن‌ها کار می‌کند و برخلاف RT-PCR می‌تواند بیماری را ظرف ۱۰ دقیقه تشخیص دهد.
| کشور    | موسسه                         | ژن هدف                                  |
| ------- | ----------------------------- | --------------------------------------- |
| چین     | مرکز پیشگیری و کنترل بیماریها | چارچوب خوانش باز1ab و نوکلئوپروتئین (N) |
| آلمان   | بیمارستان آموزشی شاریته       | RNA پلیمراز وابسته به RNA، ئی، N        |
| هنگ کنگ | دانشگاه هنگ کنگ               | ORF1b-nsp14, N                          |
| ژاپن    | سازمان ملی بیماریهای عفونی    | میله پروتئینی (پپلومر)                  |
| تایلند  | سازمان ملی بهداشت             | N                                       |
| آمریکا  | مرکز کنترل و پیشگیری بیماری   | سه هدف در ژن N                          |
| فرانسه  | انستیتو پاستور                | دو هدف در RNA پلیمراز وابسته به RNA     |

### سی‌تی اسکن سینه
سی‌تی اسکن سینه روشی برای بررسی سینه‌پهلو است. این روش سریع و آسان است. پژوهشی نشان داده که حساسیت در تشخیص کووید-۱۹، ۹۸ درصد است در حالی که حساسیت در تشخیص با کمک PCR، برابر با ۷۱ درصد است. البته پژوهش مستقلی برای میزان موفقیت این روش در تشخیص میان کووید-۱۹ با دیگر عفونت‌های ویروسی ارائه نشده‌است.

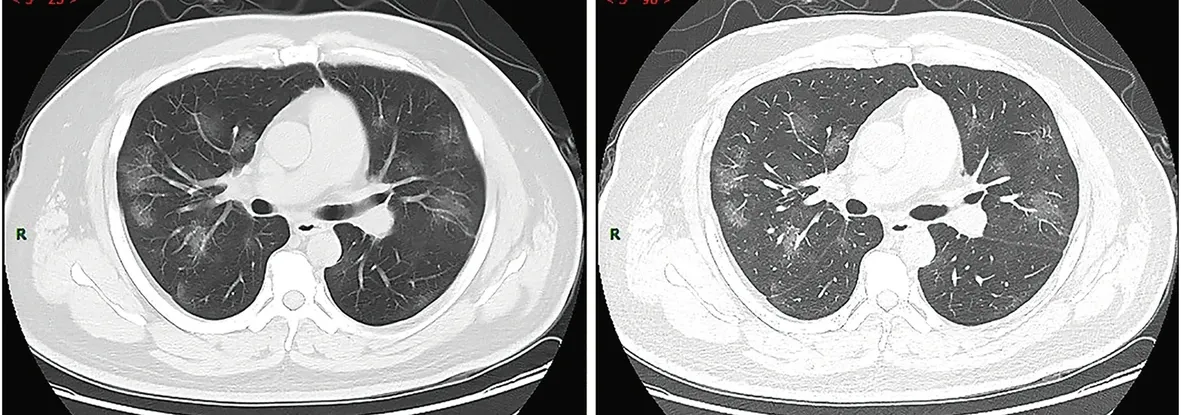
یافته‌های سی تی اسکن
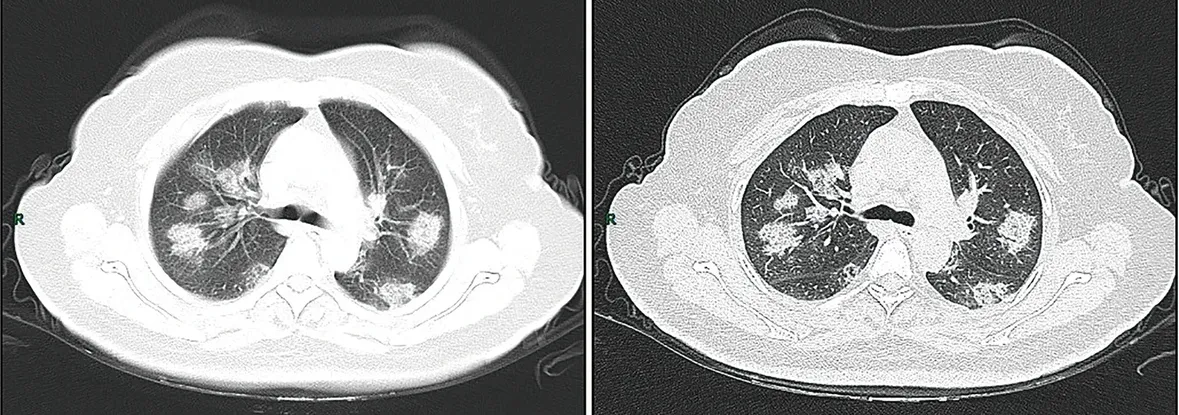
تصویری از تغییرات پیشرونده در سی تی اسکن

### کیت تشخیص

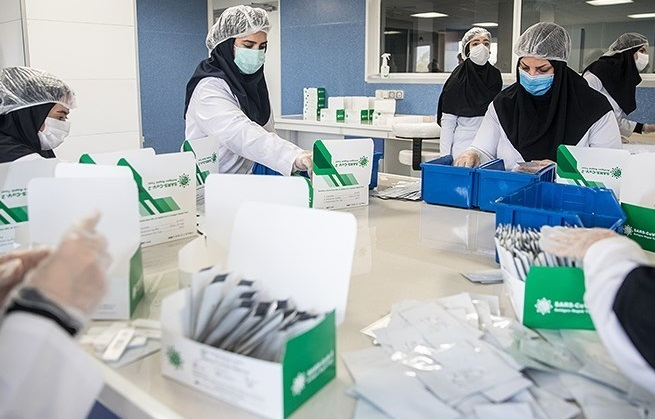
خط تولید کیت تست سریع کرونا در ایران

کیت تشخیص سریع کرونا، یک نوع کیت تشخیصی است که می‌تواند طی ۱۵ الی ۲۰ دقیقه ویروس کرونا را تشخیص دهد. این نوع کیت در معدود کشورهایی تولید شده‌است که از جمله آن در ایران است که توسط ستاد اجرایی فرمان امام و یک شرکت دانش‌بنیان وابسته به دانشگاه صنعتی امیرکبیر تولید شده‌است.

## نمونه‌گیری
با استفاده از واکنش زنجیره ای پلیمراز رونوشت بردار معکوس (rt-PCR) به‌صورت همزمان می‌توان آزمایش را روی نمونه‌های جمع‌آوری شده از دستگاه تنفسی به روشهای گوناگون از جمله سوابهای حلق و بینی و نمونه بزاق انجام داد. جواب آزمایشها پس از چند ساعت تا ۲ روز آماده می‌شود.

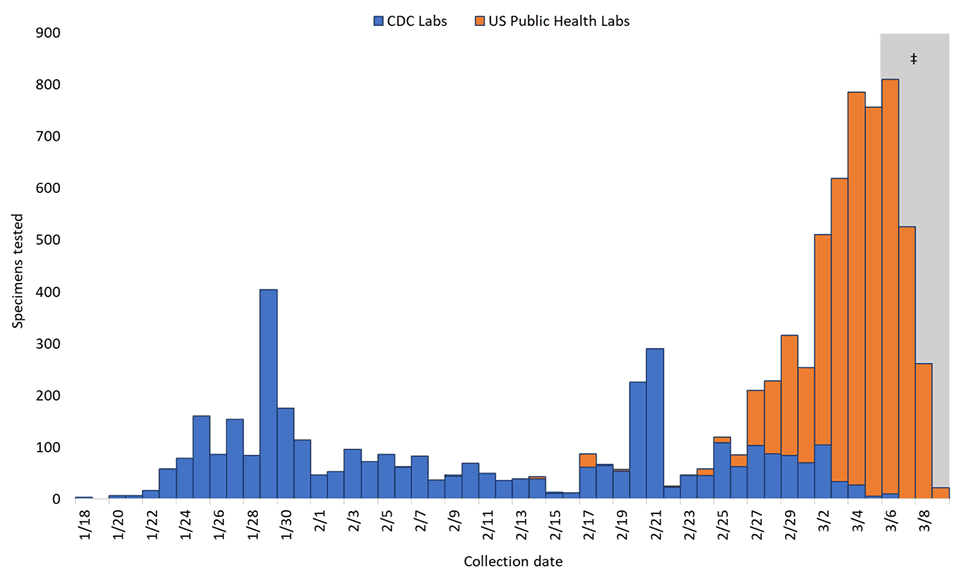
شمار آزمایش‌های انجام شده در روز در آمریکا

هنگ کنگ برنامه ای درست کرده‌است که در آن فرد مشکوک می‌تواند در خانه بماند و اورژانس یک لولهٔ نمونه‌گیری به فرد می‌دهد تا در آن آب دهانش را بریزد و نتیجه را مدتی بعد دریافت کند.
سرویس سلامت همگانی بریتانیا هم گفته‌است که برای پیشگیری از انتشار ویروس می‌خواهد نمونه‌گیری از افراد در خانه انجام شود.

## تولید و حجم آزمایش
در چین انستیتو ژنومیک پکن از اولین شرکتهایی بود که اجازه استفاده اورژانسی را برای کیت حاوی آنزیم رونوشت بردار معکوس تشخیص کوید-۱۹ از اداره ملی محصولات پزشکی چین دریافت کرد. در ۲۵ فوریه ۲۰۲۰ چین اعلام کرد که روزانه ۱/۷ میلیون کیت نوکلئیک اسید و ۳۵۰۰۰۰ کیت آنتی‌بادی تولید می‌کند. کیتها نشان سی‌ای دریافت کرده‌اند.